# Lillemor’s Frauenbuchladen

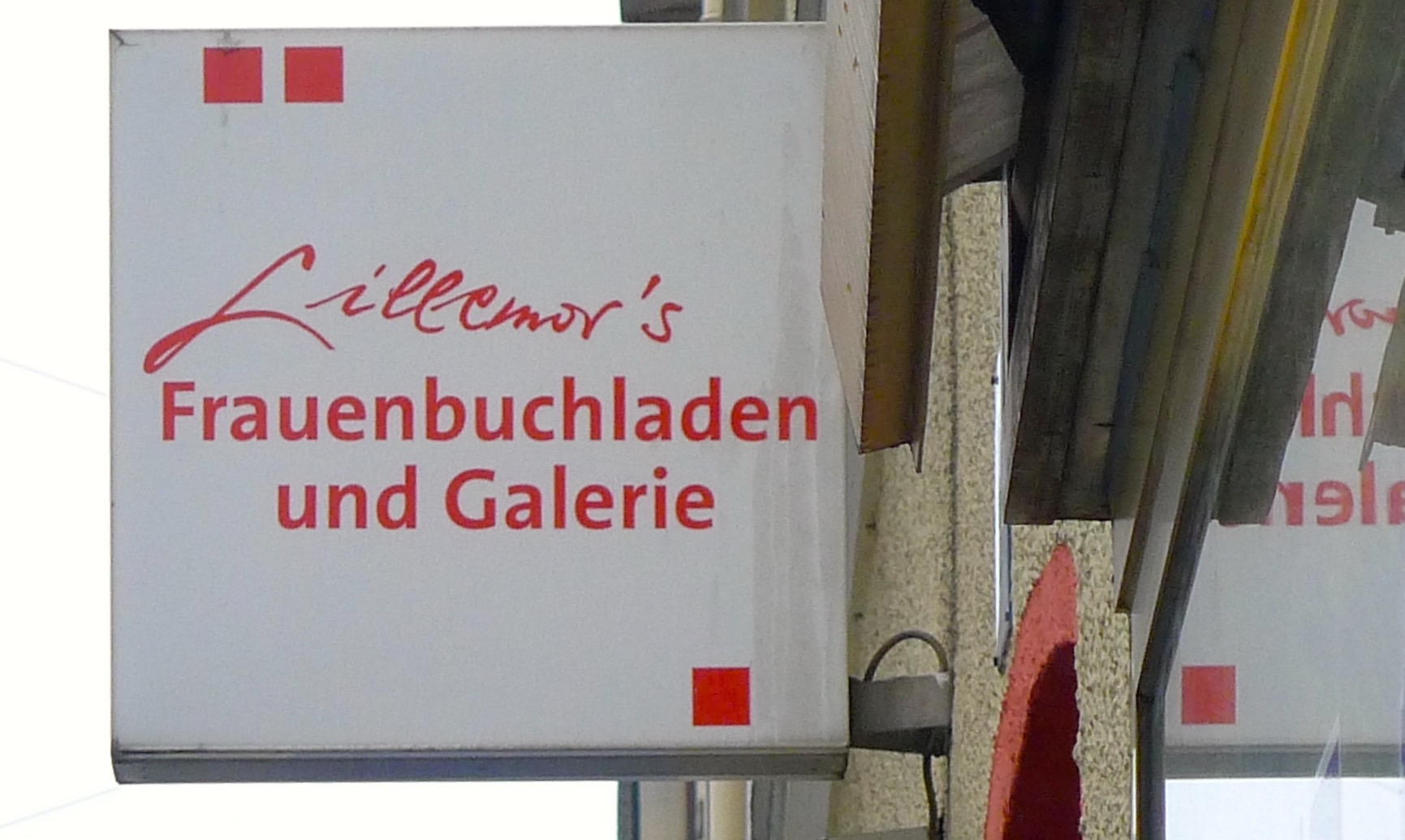
Schild über dem Frauenbuchladen Lillemor’s in München

Die Lillemor’s Frauenbuchladen GmbH (abgekürzt Lillemor’s) war von 1975 bis 2023 eine Buchhandlung und Galerie in München. Lillemor’s war der erste Frauenbuchladen in Westdeutschland und erhielt 1987 den Förderpreis für Frauenforschung und Frauenkultur der Landeshauptstadt München. Seit 2015 wurde Lillemor’s viermal in Folge in der Kategorie Hervorragende Buchhandlungen mit dem Deutschen Buchhandlungspreis ausgezeichnet.

## Geschichte

### Anfänge in der Arcisstraße
Die Unternehmensgründung 1975 erfolgte im Zusammenhang mit der Frauenbewegung nach dem Vorbild der 1974 gegründeten Librairie des femmes in Paris. In dieser Zeit entstanden in Deutschland zahlreiche Frauenprojekte wie etwa die Zeitschriften Courage und Emma, mit Frauenoffensive auch ein eigenständiger Verlag.

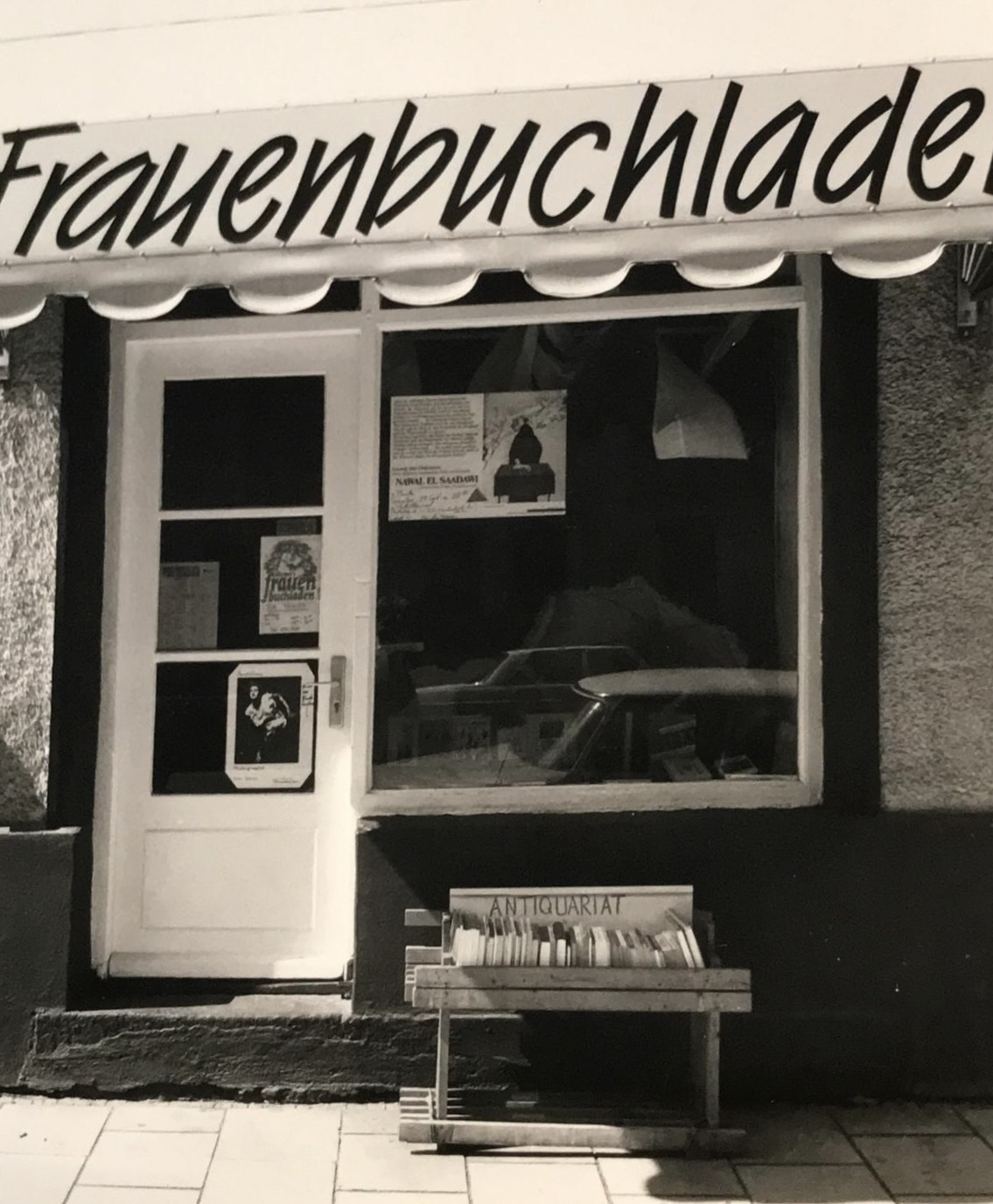
Lillemor’s Frauenbuchladen in der Arcisstraße 57

Am 3. November 1975 wurde Lillemor’s Frauenbuchladen in der Arcisstraße 57 in München-Maxvorstadt von sechs Feministinnen gegründet. Die Gründerinnen waren Sabine Holm (Buchhändlerin), Mara Krauss (Lehrerin), Monika Neuser (Grafikerin), Susanne Aeckerle (kaufmännisch Angestellte), sowie die Studentinnen Ute Geissler und Gerlinde Kowitzke.
Um auch Frauen anzusprechen, die üblicherweise nicht in Buchhandlungen einkauften, wählten die Gründerinnen die Bezeichnung Frauenbuchladen statt Frauenbuchhandlung. Im Anklang an vertraute Orte wie den Milchladen oder Schreibwarenladen sollte damit die Hemmschwelle für den Zugang niedrig gehalten werden. Bei der Eintragung ins Handelsregister wurde der von den Gründerinnen gewählte Firmenname „Frauenbuchladen“ von den Behörden nicht akzeptiert. „Es wurde ihnen gesagt, so etwas Merkwürdiges wie einen ‚Frauenbuchladen‘ gäbe es nicht, da müsste auf jeden Fall ‚ein g’scheiter Name her‘.“ Die spontane Entscheidung für den Zusatz Lillemor’s (dänisch, norwegisch, schwedisch für „kleine Mutter, Mütterlein“) erfolgte aus dieser Notwendigkeit heraus.
Lillemor’s versteht sich als Fachbuchhandlung für feministische Literatur, Lesbenliteratur und Sachbücher mit frauenspezifischem Inhalt. Damit sind Bücher gemeint, so die Formulierung in einer Pressemeldung 1975, „die den Lebensbereich der Frau zum Inhalt haben: sich mit Politik, Beruf, Gesundheit, Ernährung, Kindererziehung beschäftigen“. Kurz nach der Gründung übernahm Lillemor’s den Verkauf von Verena Stefans Buch Häutungen aus dem Verlag Frauenoffensive, der anfangs in anderen Buchhandlungen nicht erhältlich war und ein Bestseller wurde. Die Buchhandlung war von Anfang an jedoch nicht nur eine Verkaufsstelle, sondern auch ein Kommunikationszentrum für Frauen, die sich über Frauenkultur, die Frauenbewegung und Frauenpolitik austauschen wollen. So veranstaltete Lillemor’s Frauenbuchladen Lesungen und Diskussionen, unter anderem mit Verena Stefan, Karin Struck, Angelika Mechtel.
Zunächst waren die Räume von Lillemor’s auch für Männer zugänglich. Die Buchhandlung diente jedoch auch als Anlaufstelle für Frauen, die Opfer von männlicher Gewalt geworden waren. Daher wurde die Anwesenheit von Männern als problematisch empfunden, und sie hinderte den freien Austausch der Frauen miteinander. Auf Basis einer kollektiven Entscheidung der Buchhändlerinnen im Jahre 1978 wurde Männern daher das Betreten der Räume untersagt. Nach Meinung der Buchhändlerinnen gab es in München abgesehen vom Frauenzentrum und Lillemor’s keinen Platz, „wo Frauen wirklich mal ohne Männer“ sein konnten.
1995 schlug Lillemor’s den Weg ins elektronische Zeitalter ein und stellte die erste öffentliche Frauenmailbox zur Verfügung.
Seit 1979 arbeitete Andrea Gollbach in dem Laden, seit 1996 war sie zusammen mit Ursula Neubauer gemeinsam für ihn verantwortlich.

### Ein Preis als Politikum (1987/88)
Eine Jury aus Stadträtinnen, Journalistinnen und Frauen aus dem Bildungs- und Kulturbereich wählte Lillemor’s für den Förderpreis für Frauenforschung und Frauenkultur der Landeshauptstadt München aus. Der Stadtrat Peter Kripp argumentierte hingegen, dass der Frauenbuchladen den Preis nicht erhalten solle, denn durch das Zutrittsverbot für Männer werde das Miteinander der Menschen erschwert. Als die Versammlung des Münchner Stadtrats die Entscheidung der Jury bestätigen sollte, wurde die Ehrung vorläufig aufgehoben: „CSU, FDP und USD (eine Minifraktion zweier SPD-Aussteiger) behaupten, die Jury sei nicht korrekt zusammengesetzt gewesen. Außerdem handele es sich bei Lillemor’s um einen Gewerbebetrieb, dem ein städtischer Preis gar nicht zustehe.“ Der Streit dauerte ein Jahr und wurde schließlich durch ein Rechtsgutachten zugunsten von Lillemor’s entschieden.

### Vom Umzug im Jahr 2000 bis 2023

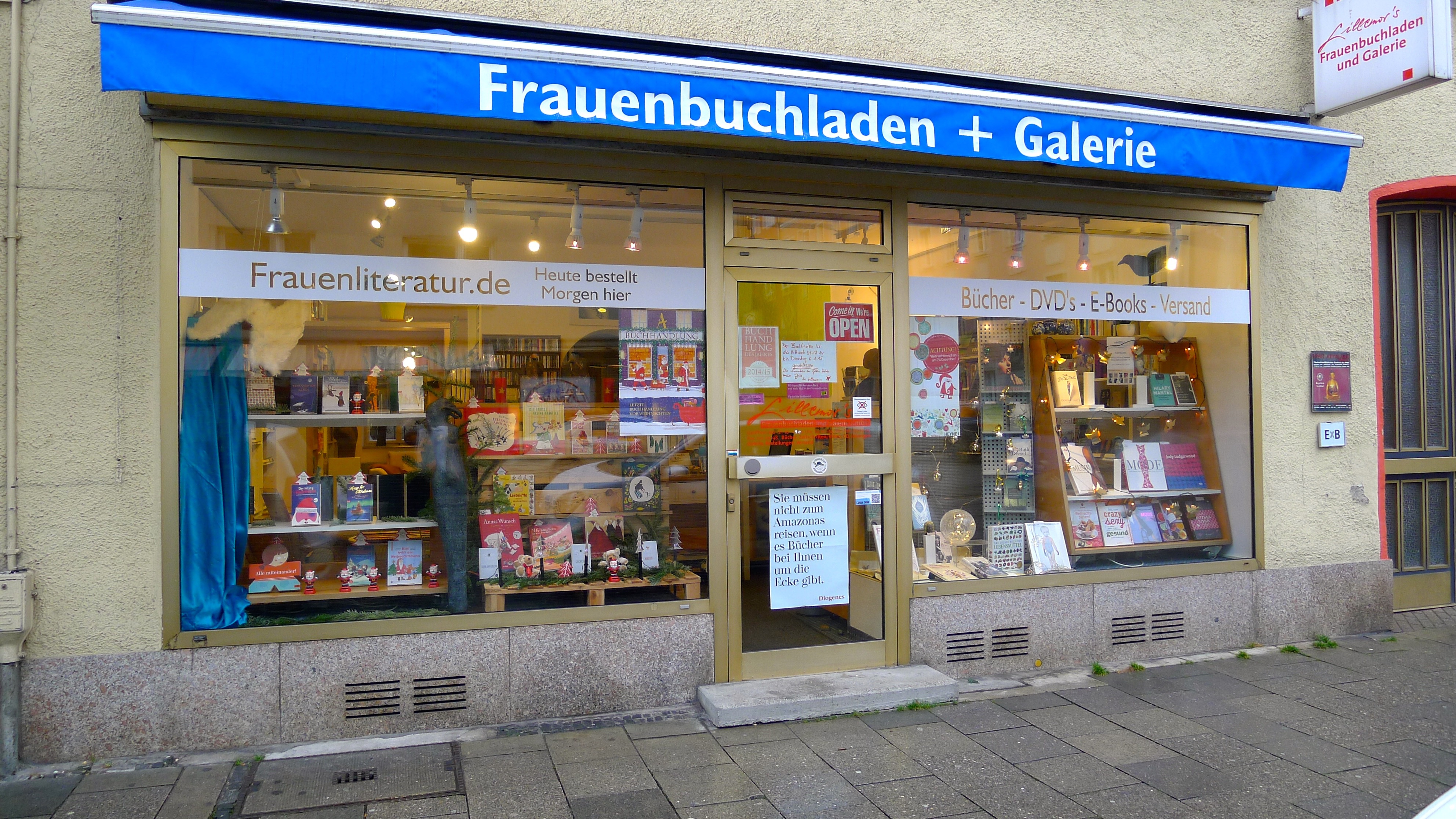
Frauenbuchladen Lillemor’s in München, Barer Straße 70

Am 3. April 2000 zog der Laden innerhalb der Maxvorstadt in die Barer Straße um. Seitdem war die Buchhandlung für Personen aller Geschlechtsidentitäten zugänglich. Sowohl Kundenkreis als auch Sortiment wiesen im Gegensatz zu den stark politisch orientierten Gründungsjahren eine viel größere Bandbreite auf. Auch „hat sich der Schwerpunkt deutlich in Richtung anspruchsvoller Literatur verschoben.“ Mehr als 4000 Titel zu frauenspezifischen Themen waren auf Lager. Präsentiert wurden außerdem Publikationen kleiner Verlage, die in großen Buchhandlungen kaum beachtet werden, dazu gehörten auch Publikationen mit dem Schwerpunkt weiblicher Neoschamanismus und feministische Spiritualität aus Kleinst- und Selbstverlagen von Frauen.
2016 und 2017 beteiligte sich Lillemor’s Frauenbuchladen an der bookuck!-Kampagne, einer Initiative des Kulturreferats der Landeshauptstadt München, des Börsenvereins des Deutschen Buchhandels und des Münchner Buchhandels, die von zahlreichen Künstlern unterstützt wurde. Sie verfolgte das Ziel, „Vorteile und Stärken des lokalen Buchhandels“ zu zeigen.

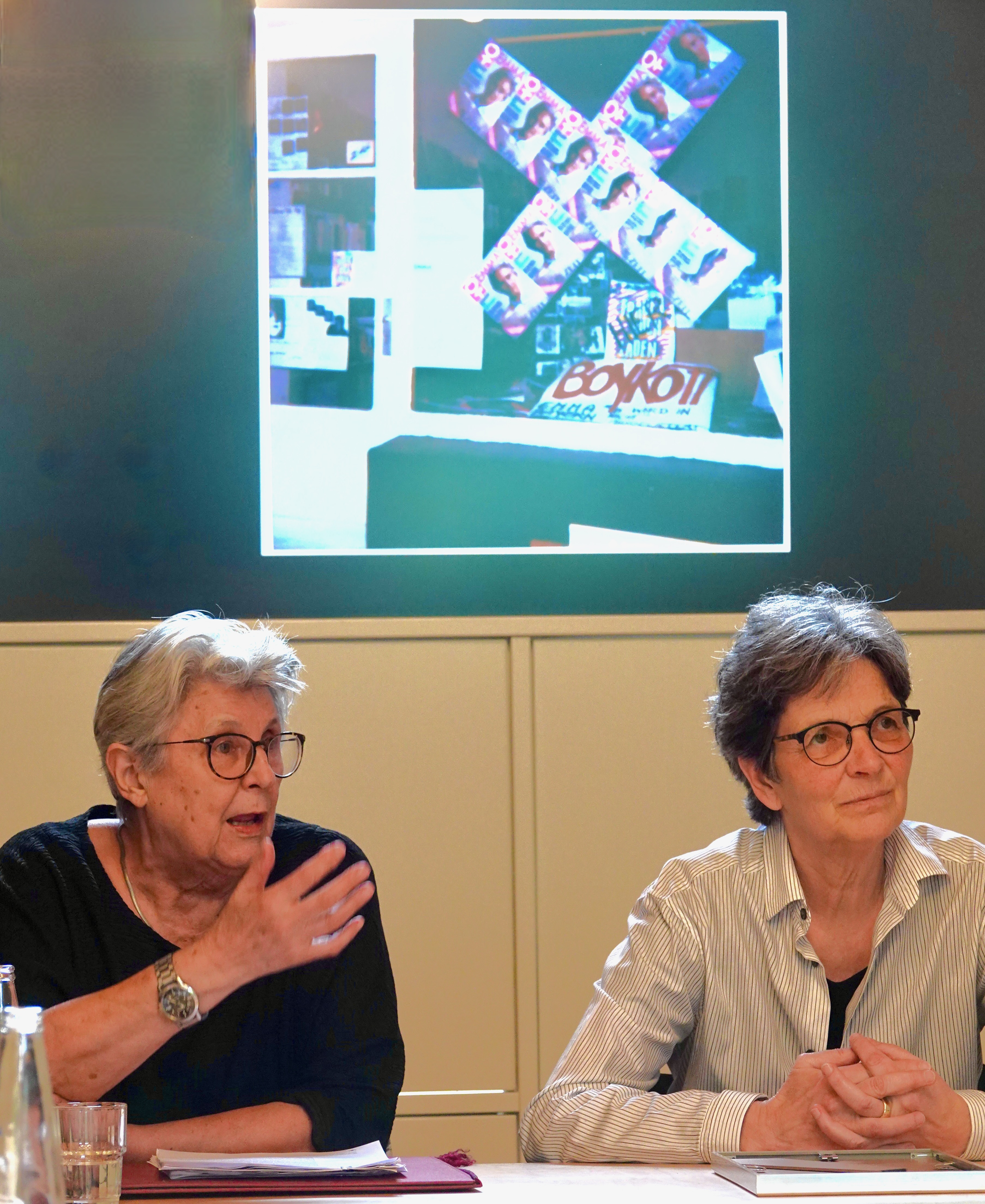
Übergabe des Lillemor’s-Archivs an die Monacensia

2023, nach der Schließung der Buchhandlung aus Altersgründen, übergaben die Inhaberinnen Ursula Neubauer und Andrea Gollbach ihr umfangreiches Archiv dem Münchner Literaturarchiv Monacensia. Es enthält Unterlagen zur Gründung, Fotos, Korrespondenzen mit Autorinnen, Verlagen, Werbematerial und vieles mehr.

## Galerie
Die Buchhandlung ist zugleich Galerie und präsentierte über die Jahre eine Vielzahl von Ausstellungen aus den Bereichen Malerei, Fotografie und Skulptur, unter anderem von Ulrike Rosenbach, Inea Gukema und Cosy Pièro. Ziel ist es, Künstlerinnen außerhalb des kommerziellen Kunstbetriebs eine Möglichkeit zu geben, ihre Werke zu präsentieren. Die Kombination von Buchhandlung und Galerie schafft die „Verbindung von Wort- und Bildkunst, Lesen und Betrachten“.

## Wirtschaftliche Aspekte
Seit der Gründung stellte Lillemor’s Frauenbuchladen die finanzielle Basis für die dort tätigen Frauen dar und strebte ein alternatives Arbeitsmodell an, das ohne klassische Arbeitsteilung und Hierarchien auskommen sollte. Die zuletzt tätigen Geschäftsführerinnen Andrea Gollbach und Uschi Neubauer arbeiteten von 1979 bzw. 1982 bis 1996 im Team mit anderen Frauen und waren seither gemeinsam für Buchladen und Galerie verantwortlich.
Im Jahr 2023 charakterisierte die Süddeutsche Zeitung die wirtschaftliche Situation des Unternehmens rückblickend mit den Worten „meistens vom Pleitegeier im Tiefflug umkreist“.

## Preise und Auszeichnungen

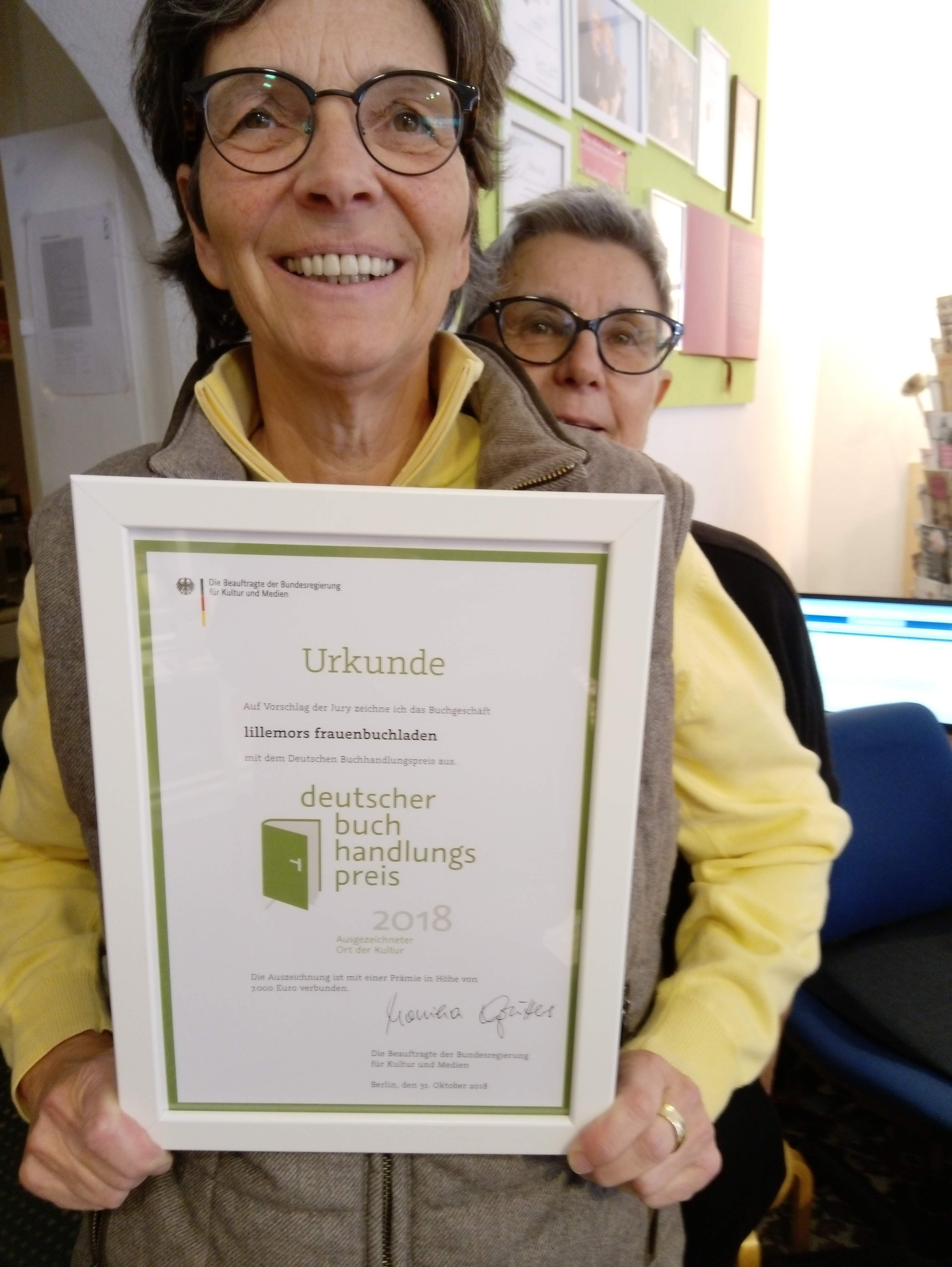
Urkunde Deutscher Buchhandlungspreis 2018 für Lillemor’s Frauenbuchladen München

- 2015, 2016, 2017 und 2018: Lillemor’s wurde in der Kategorie Hervorragende Buchhandlungen mit dem Deutschen Buchhandlungspreis ausgezeichnet, der von der Bundesregierung 2015 erstmals verliehen wurde, dotiert mit 7000 Euro.[26][27]
- 2014/15: Buchhandlung des Jahres in der Kategorie „Spezialbuchhandlung“, verliehen von der Fachzeitschrift Buchmarkt. Die unabhängige Jury begründete ihre Entscheidung so: „Lillemor’s hat feministischer Literatur Raum gegeben, als es den Begriff noch gar nicht gab. Ein Frauenbuchladen, der längst zur Institution geworden ist, weil er immer wieder neue Denkanstöße liefert.“[28]
- 1987: Förderpreis für Frauenforschung und Frauenkultur, verliehen von der Stadt München,[29] dotiert mit 10.000 DM.

## Sonstiges
An gleicher Adresse eröffnete im November 2023 ein queer-feministisches Kollektiv eine neue Buchhandlung unter dem Namen „Glitch Bookstore“.